# Simeon Bekbulatowitsch

Simeon Bekbulatowitsch

Simeon Bekbulatowitsch (russisch Симеон Бекбулатович; † 5. Januarjul. / 15. Januar 1616greg. in Moskau) war als Sajin Bulat ab 1566 Khan von Kassimow und vom Herbst 1575 bis zum August 1576 Großfürst von Russland.
Sajin Bulat begleitete 1561 die Fürstin Kotschenej, Tochter des Tscherkessenfürsten Temriuk, zu ihrer Hochzeit mit dem russischen Zaren. Nachdem Bulats Mutter eine Schwester der Tscherkessenfürstin war, nahm Bulat als offizieller Gast an der Zeremonie in Moskau teil. Zar Iwan IV. war damals von dem guten Aussehen und dem höflichen Benehmen des jungen Bulat tief beeindruckt.
Sajin Bulat diente danach als Heerführer unter seinem Onkel, dem sibirischen Khan Tochtomijtsch, und führte 1563 als russischer Vasall eine Heeresabteilung im Feldzug Iwans IV. in Livland. Er zeichnete sich als Befehlshaber der Vorhut beim Feldzug gegen Polozk aus, sodass ihn der Zar als Truppenführer ins russische Heer übernahm. Nachdem 1566 Khan Schigalej verstorben war, ernannte der Zar Sajin Bulat zum neuen Herrscher der kleinen Vasallenenklave an der Oka. 
Die Tatarenkhane standen am Moskowiterhof im Rang über alle Fürsten und Bojaren. Es war damals nicht ungewöhnlich, besonders wegen Aufstiegschancen auch die Religion zu wechseln. Im Juli 1573 empfing Sajin die Taufe und erhielt den Namen Simeon Bekbulatowitsch, weil er Sohn Bekbulats – eines Sohnes Achmads, des letzten Khans der Goldenen Horde – war.
Bereits 1574 fungierte er als Oberbefehlshaber der russischen Armee, welche vergeblich versuchte, den Hafen Pernau an der Ostsee zu erobern.
Simeon Bekbulatowitsch wurde im Herbst 1575 überraschenderweise von Iwan IV. als neuer Großfürst eingesetzt. Die Amtseinsetzung fand in der Uspenskij-Kathedrale im Beisein des Zaren und aller Edelleute des Hofes statt und wurde vom Metropoliten Antonij mit allen Zeremonien durchgeführt. Iwan IV. dankte förmlich ab, nahm den Namen Fürst Iwan Moskowskij an und übergab auch die Räume des Kreml-Palastes an den neuen Herrscher, während er selbst in der Petrowka-Straße nördlich des Kremls unterkam.
Dem neuen Großfürsten war es aber nicht gestattet, den Titel „Zar“ zu führen. Der abgedankte Zar blieb im Hintergrund mächtig wie zuvor. Bei der einvernehmlichen Korrespondenz mit Großfürst Simeon unterzeichnete Iwan ohne den Zarentitel und nur mit der Demutsform Iwanez Wassilijew. Den Sommer 1576 verbrachte Simeon zusammen mit Iwan zur Vorbereitung eines Heerzuges gegen die Tataren in der Festungsstadt Kaluga. Der geplante Feldzug fand aber nicht statt.
Im August 1576 wurde Simeon Bekbulatowitsch genau so schnell ersetzt, wie er im Jahr zuvor eingesetzt worden war. Er hatte sich als Mönch von der politischen Bühne zurückzuziehen.